# Spolský rybník
Spolský rybník je jeden z nejstarších rybníků na Třeboňsku. Nachází se u obce Spolí, kde leží na Spolském potoce, který vody dále odvádí do rybníka Svět. Rybník slouží k rekreačním účelům.

## Historie
Byl založen roku 1372. Regent Jakub Krčín jej roce 1574 upravil a rozšířil do dnešní podoby. Pracoval na něm souběžně se stavbou rybníka Svět. Kvůli obtížné výstavbě jej přejmenoval na Nevěrný rybník. Název se podobně jako u jiných Krčínových rybníků neujal (Záblatský rybník, Dvořiště a jiné). Rybník měl hlavně odlehčovat při povodních na Spolském potoce rybníka Svět, který leží na východ pod ním.

## Vodní režim
Hlavním přítokem rybníka je Spolský potok od jihu. Dále potok od rybníka Malý Spolský na jihovýchodě. Na západní břeh přitéká potok od rybníka Nový u Libína a Libínský potok, který přitéká do bočního zálivu rybníka. Hráz je dlouhá 900 metrů. Má neobvyklou výpust. Je tvořena dvěma dřevěnými hranoly (v nich jsou výpustní trouby o průměru 0,8 metru) z modřínového dřeva spojenými ocelovými obručemi. Navíc jsou obetonovány.

## Povodně
Při povodni roku 1890 se protrhl splav a voda se vlila do nechráněného rybníka Svět. Příčinou bylo náhlé vzedmutí hladiny, když při prokopání hráze rybníka Výskok došlo k jejímu úplnému protržení. Voda způsobila protržení hráze Světa v Třeboni mezi dnešním Šustovým a Krčínovým pomníkem, zničila gotický most k Novohradské bráně a nadělala škody zejména v zámeckém parku. Proto byl po dalších povodních v roce 2012 vybudován nový bezpečnostní přeliv. Najdeme ho na jihovýchodním konci hráze a je postaven z kvádrového kamene.

## Rekreace
Počátky chatové oblasti spadají do roku 1953, kdy se zde začaly objevovat první chaty na obou březích. Před tím zde využívali břehy hlavně turisté se stany. Největší chatařská výstavba zejména třeboňských a budějovických občanů přišla po roce 1965. Je zde 180 chat, které se dělí do tří oblastí. Ty spravuje osadní výbor.